# Diazabicycloundecen
1,8-Diazabicyclo[5.4.0]undec-7-en, abgekürzt DBU, ist eine anellierte Amidinbase mit der Summenformel C9H16N2.

## Herstellung
Ähnlich wie DBN, kann DBU in drei Schritten ausgehend vom zyklischen Lactam (hier: Caprolactam)  synthetisiert werden. Hierbei erfolgt im ersten Schritt eine Aza-Michael-Addition von Acrylnitril, anschließend eine Reduktion mittels Raney-Nickel und Kondensation zum bizyklischen System durch Behandlung mit p-Toluolsulfonsäure (TsOH).

## Eigenschaften und Verwendung
DBU ist eine farblose, mit Wasser frei mischbare Flüssigkeit, die auch in vielen organischen Lösungsmitteln löslich ist.
Die nicht-nukleophile starke Base (pKs-Wert der protonierten Form = 12) wird meist zum Deprotonieren CH-acider Substanzen verwendet, ähnlich wie die strukturell verwandte Verbindung 1,5-Diazabicyclo[4.3.0]non-5-en (DBN). DBU wird ferner als labiler Ligand in der Komplexchemie oder als Base in der Baylis-Hillman-Reaktion eingesetzt, bei der DBU DABCO ersetzen kann.